# 库克拜组
库克拜组是位于中国新疆乌恰县的上白垩世地层，1975年由新疆石油管理局地质调查处107队命名。该地层以鲜绿、灰绿色泥岩为主，间夹灰黄色、深灰色泥岩等。